# Christian Schenk (Politiker)

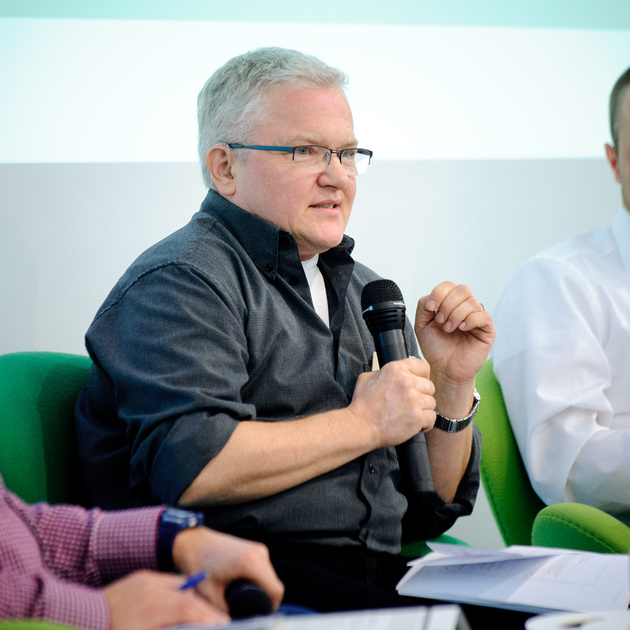
Christian Schenk (2011)

Christian U. Schenk (* 8. Juli 1952 in Ilmenau als Christina Schenk) ist ein ehemaliger deutscher Politiker. Vor seinem Coming-out als trans Mann im Jahr 2002 gründete er in der DDR den Unabhängigen Frauenverband (UFV) mit. Von 1990 bis 2002 war er Mitglied des Deutschen Bundestages, zunächst in der Fraktion Bündnis 90/Die Grünen (deren frauenpolitischer Sprecher er war), ab 1994 in der PDS-Fraktion. Er war der erste Vertreter einer feministischen Organisation, der in den Deutschen Bundestag gewählt wurde, und setzte sich für Lesben- und Schwulenpolitik sowie für die Streichung von § 218 ein.

## Leben
Nach dem Studium der Physik an der Humboldt-Universität zu Berlin war Schenk von 1976 bis 1989 wissenschaftlicher Mitarbeiter an der Akademie der Wissenschaften der DDR. 1989/90 begann Schenk ein postgraduales Studium der Soziologie an der HU Berlin und eine Aspirantur mit Fokus auf die Situation lesbischer Frauen in der DDR. 1994 folgte ein Fernstudium Politikwissenschaft/Soziale Verhaltenswissenschaften.

## Wirken

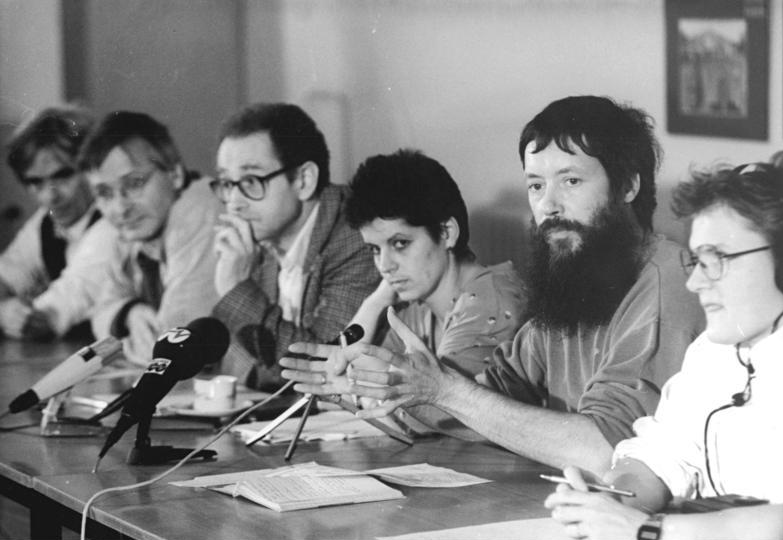
Schenk bei einer Konferenz der Grünen 1990 (ganz rechts)

Vor seinem Coming-out als trans Mann im Jahr 2002 war Christian Schenk in zahlreichen Frauen- und Lesbengruppen sowohl der DDR als auch später des wiedervereinigten Deutschlands aktiv. 1974 wurde Schenk Mitglied der SED, trat jedoch 1981 aus der Partei wieder aus. Von 1982 bis 1989 war Schenk in einer Lesbengruppe Lesben in der Kirche (LiK) in der Gethsemanegemeinde Berlin aktiv, die als Oppositionsbewegung unter dem Dach der evangelischen Kirche der DDR wirkte.
Im Oktober 1989 war Schenk mit weiteren Ost-Lesben in Berlin an der Gründung der Gruppe Lila Offensive beteiligt. Wenig später, am 3. Dezember 1989, gründete sich, ebenfalls unter seiner Mitwirkung, der Unabhängige Frauenverband (UFV). Als Vertreter des UFV nahm er, neben anderen stimmberechtigten Mitfrauen wie Eva Schäfer und Pat Wunderlich, am Zentralen Runden Tisch auf Seiten der DDR-Repräsentanten teil. Er war Vorsitzender der Arbeitsgruppe Gleichstellung von Frau und Mann. Es gelang ihnen in diesem Rahmen, ein Diskriminierungsverbot bezüglich sexueller Orientierung in grundlegenden Gesetzesentwürfen zu verankern.
Schenk erzählte anlässlich eines vom Gunda-Werner-Institut initiierten Podiumsgespräches im Jahr 2015 in Halle unter dem Titel Zur Rolle, Lebenssituation und den Zielen der Lesben(gruppen) zur Zeit der friedlichen Revolution, dass Anfang der 1980er Jahre in den Lesbengruppen der DDR transgeschlechtliche Lebensweisen noch nicht thematisiert wurden. Schenk gab an, seines Wissens sei er die einzige trans Person in der Gruppe gewesen.
Im Dezember 1990 wurde Schenk Mitglied des Deutschen Bundestages als Vertreter des UFV in der Listenverbindung der Bürgerbewegungen des Herbstes 1989 (Bündnis 90/Grüne – BürgerInnenbewegung), aus deren Fraktion er im Mai 1994 austrat. Im Oktober 1994 wurde er als Parteiloser über die PDS-Landesliste Sachsen erneut in den Bundestag gewählt, dem er bis 2002 angehörte. Dort war er erst frauenpolitischer Sprecher der Fraktion Bündnis 90/Grüne (1990–1994), dann frauenpolitischer Sprecher der PDS und Leiter des Arbeitskreises Feministische Politik der PDS-Bundestagsfraktion (1994–1998) und zuletzt familien- sowie lesben- und schwulenpolitischer Sprecher der PDS-Fraktion (1998–2002). Im Abgeordnetenhandbuch des Deutschen Bundestages fand sich bei ihm 1994, als erster Abgeordneter überhaupt, der Eintrag: „in lesbischer Partnerinnenschaft lebend“. Gleichwohl hatte Schenk das Lebenspartnerschaftsgesetz bekämpft und stattdessen gefordert, alle Eheprivilegien und die Lebensweisen rechtlich gleichzustellen.
Von 1990 bis 2002 trug er als Bundestagsabgeordneter dazu bei, dass die in der DDR begonnene Arbeit für die Rechte von Frauen, Migranten und Personen, die sexuellen Minderheiten angehören, weitergeführt wurde. Mit seinem politisches Wirken zu Themen wie dem Antidiskriminierungsgesetz, gleichgeschlechtlicher Elternschaft, Gewalt gegen Schwule und Lesben, Rechte für Migranten oder die Reform des Transsexuellengesetzes, nahm er Einfluss auf die politische Debatten im Bundestag. Schenk forderte zu Beginn der 1990er-Jahre die ersatzlose Streichung von § 218 StGB, der Fristenregelung und die Beratungspflicht. „Solange Frauen nicht das uneingeschränkte Entscheidungsrecht über die Austragung oder nicht Austragung einer Schwangerschaft haben, so lange sind Frauen nicht wirklich frei.“ Auch für die Zusammenfassung der Straftatbestände der Vergewaltigung und sexuellen Nötigung innerhalb der Ehe 1997 setzte er sich ein.
2002 begann für ihn das Coming-out als trans Mann, welches im Sommer 2006 mit der gerichtlichen Vornamens- und Personenstandsänderung den rechtlichen und einer geschlechtsangleichenden Operation den äußerlichen Abschluss fand. Zwischen Outing und Personenstandsänderung ging er 2005 eine Lebenspartnerschaft mit einer 1963 geborenen Juristin ein, die bereits seit der Zeit vor dem Outing seine Lebensgefährtin war. Nach der Personenstandsänderung wurde einer Heirat zuerst vom Amtsgericht zugestimmt, jedoch legte die Berliner Senatsverwaltung wegen der bestehenden Lebenspartnerschaft dagegen Beschwerde ein. Eine Lebenspartnerschaft kann aber wiederum nur nach einem Trennungsjahr geschieden werden. Anfang 2007 lag der Fall beim Landgericht.
Seit 2003 ist Christian Schenk Mitglied von Attac.
Christian Schenk lebt und arbeitet in Berlin als Berater und Coach in den Bereichen Diversity und Queer Politics.

## Auszeichnungen
- 2001: Rosa-Courage-Preis des Gay in May e. V. Osnabrück. „Für seinen langjährigen Einsatz für die Interessen von Frauen, Homosexuellen und Transsexuellen während seiner Zeit in der Opposition in der DDR.“[8]

## Publikationen (Auswahl)
Beiträge
- Wir im Rundfunk. Mensch Du – Ich bin lesbisch. In: Günther Grau: Lesben und Schwule – was nun? Frühjahr 1989 bis Frühjahr 1990. Chronik – Dokumente – Analysen – Interviews. Berlin 1990, S. 88–90.
- Der Politikbegriff von ostdeutschen Frauen am Beispiel des Unabhängigen Frauenverbandes (UFV). In: EigenArtige Ostfrauen. Frauenemanzipation in der DDR und den neuen Bundesländern. Reihe: Theorie und Praxis der Frauenforschung, Band 22. Bielefeld 1994, S. 285.
- Zwischen Recht und Medizin: zur Situation transgeschlechtlicher Menschen in Deutschland. In: Frauenrat: Informationen für die Frau. Deutscher Frauenrat Berlin 2010, Heft 1.